# Wolseley Eight
Der Wolseley Eight war eine kleine, viertürige Limousine, die die Wolseley Motor Company von 1946 bis 1948 herstellte. Sie basierte auf dem Morris Eight und hatte auch viele Karosserieteile mit dem MG Series Y gemein. Zu seiner Zeit war er Lord Nuffields Lieblingsauto. Der Wagen wurde vor dem Zweiten Weltkrieg konstruiert und sollte eigentlich 1940 herausgebracht werden. Entsprechend den bindenden wirtschaftlichen Vorgaben der britischen Regierung wurden die meisten Wagen exportiert.
Obwohl der Wagen auf dem Morris Eight von 1938 basierte, unterschied sich sein Äußeres doch deutlich: Er hatte eine bei Wolseley übliche Motorhaube und einen ebensolchen Kühlergrill und die Kofferraumhaube war nicht oben, sondern unten angeschlagen. Der Vierzylinder-Reihenmotor mit 918 cm³ Hubraum war obengesteuert und nicht seitengesteuert und leistete daher 33 bhp (24 kW) anstatt nur 29 bhp (21 kW) wie beim Morris. Die Räder waren nicht unabhängig aufgehängt, sondern hingen vorne und hinten an halbelliptischen Blattfedern. Die hydraulischen Bremsen an allen vier Rädern waren Trommelbremsen. Die Spannung im Bordnetz betrug 6 V.
Der Wagen hatte eine luxuriösere Innenausstattung mit Lederpolstern, Wollteppichen und Walnußapplikationen. Ein weiteres technisches Detail war die zu öffnende Windschutzscheibe. 1946 kostete der Wagen 416 £, 115 £ mehr als der Morris. Es entstanden 5344 Stück.